# Hrvatske svjetske igre
Hrvatske svjetske igre (en. Croatian World Games, šp. Juegos Croatas Mundiales ili Juegos Mundiales Croatas) su višešportsko natjecanje amatera u organizaciji Hrvatskoga svjetskoga kongresa. Neslužbeno se nazivaju još i Crolimpijada (en. Crolympics; također Hrolimpijada ili Krolimpijada), s krilaticom „Olimpijske igre s hrvatskim predznakom”. Okupljaju hrvatske iseljenike i njihove potomke, a održavaju se u Hrvatskoj okvirno svake četiri godine. Na igrama se sportaši hrvatskoga podrijetla nastanjeni širom svijeta natječu u više olimpijskih sportova. Osim sudionika izvan Hrvatske, sudjeluju i sportaši iz Hrvatske te Bosne i Hercegovine. Sudionici na igrama ne moraju biti članovi Hrvatskoga svjetskoga kongresa niti bilo koje druge udruge. Nastup na igrama je u svojstvu nacionalnih momčadi iz raznih krajeva svijeta, pod zastavom države iz koje dolaze. Sportski dio igara upotpunjen je kulturno-umjetničkim programom. Iako su igre amaterskoga karaktera, u manjem broju nastupaju i profesionalni sportaši i budući profesionalci u mlađim uzrastima. Prve igre održane su u razdoblju od 15. do 21. srpnja 2006. u Zadru.

## Domaćinstva
Prva dva izdanja igara (2006. i 2010.) održana su u Zadru. Treće su održane od 21. do 26. srpnja 2014. godine u Zagrebu.
Tijekom igara 2010. bilo je dosta govora o preseljenju Crolimpijade iz Zadra u neki drugi hrvatski grad, ili grad u Hercegovini, a najviše zbog organizacijskih problema s kojima su HSI bile suočene te godine. Zanimanje su pokazali Split, Šibenik i Međugorje.
Za Igre 2014. prijave za nastup ostvarivale su se preko nacionalnih organizacijskih odbora koji su uspostavljeni u svim zemljama sudionicama. Na ranije održavanim igrama prijava je bila moguća i preko središnjice Hrvatskoga svjetskoga kongresa.
| Izdanje | Vrijeme održavanja     | Grad domaćin | Krilatica                          | Broj natjecatelja | Broj država | Broj športova | Izvor(i)           |
| ------- | ---------------------- | ------------ | ---------------------------------- | ----------------- | ----------- | ------------- | ------------------ |
| I.      | 15. – 21. srpnja 2006. | Zadar        | „Dobro došli kući!”                | 2500              | 25          | 12            | [ 3 ] [ 6 ]        |
| II.     | 18. – 23. srpnja 2010. | Zadar        | „Jedno srce”                       | 750               | 24          |               | [ 7 ]              |
| III.    | 21. – 26. srpnja 2014. | Zagreb       | „Jedno je srce”                    | ~800              | 37          | 16            | [ 8 ] [ 9 ] [ 10 ] |
| IV.     | 18. – 22. srpnja 2017. | Zagreb       | „Jedno je srce, jedna je Hrvatska“ | 1050              | 31          | 17            | [ 11 ]             |
| V.      | 24. – 29. srpnja 2023. | Zagreb       | „Jedno srce, jedna je Hrvatska”    | 950               | 26          | 21            | [ 1 ] [ 12 ]       |

## I. igre (Zadar, 2006.)
Prve Igre održane su od 15. do 21. srpnja 2006. i okupile su više od 700 sudionika iz 25 država s 5 kontinenata. Sudionici mogu biti osobe koje su između 16 i 40 godina starosti, dok za boćanje i maraton nije bilo starosnih ograničenja. Prijavni rok za sportaše bio je otvoren od 15. kolovoza 2005. godine. Uz natjecatelje na igre je došlo i oko 2100 članova njihovih obitelji. Igre su otvorene na forumskoj Poljani Ivana Pavla II. u Zadru 16. srpnja 2006. nakon svečane svete mise u katedrali sv. Stošije. Igre je svečano otvorio Antun Vrdoljak, tadašnji počasni predsjednik Hrvatskoga olimpijskog odbora. Antun Vrdoljak obratio se sudionicima i gostima ovim riječima: „Volio bih da ova zemlja izgleda vama onako kako su vam je opisali vaši roditelji i djedovi koji su je morali napustiti. Volio bih da volite ovu zemlju kao što su je voljeli oni koji su za nju dali život u Domovinskom ratu”. Sudionike igara također je pozdravio i fra Šimun Šito Ćorić. Natjecanja su upriličena u Zadru, Benkovcu, Biogradu, Poličniku i Zatonu. Slogan igara bio je Dobro došli kući! Sudjelovali su natjecatelji iz sljedećih 25 zemalja: 
| Argentina Australija Austrija Belgija BiH | Danska Ekvador Francuska Italija JAR | Kanada Mađarska Makedonija Njemačka Peru | Rumunjska SAD Slovenija Slovačka Srbija | Španjolska Švedska Švicarska Venezuela Hrvatska |

### Profesionalni športaši
- Teddy Lučić - švedski nogometni reprezentativac hrvatskoga podrijetla[16]

### Stadioni i borilišta
- Zadar
- Benkovac
- Biograd
- Poličnik
- Zaton

### Rezultati
| plasman | ekipa / predstavljana država | zlato | srebro | bronca | ukupno |
| ------- | ---------------------------- | ----- | ------ | ------ | ------ |
| 1       | Hrvatska                     | 21    | 20     | 28     | 69     |
| 2       | Sjedinjene Američke Države   | 14    | 9      | 1      | 24     |
| 3       | Bosna i Hercegovina          | 4     | 9      | 3      | 16     |
| 4       | Hrvatski svjetski kongres    | 4     | 0      | 5      | 9      |
| 5       | Francuska                    | 1     | 6      | 1      | 8      |
| 6       | Ekvador                      | 1     | 1      | 1      | 3      |
| 7       | JAR                          | 1     | 1      | 1      | 3      |
| 8       | Kanada                       | 1     | 1      | 1      | 3      |
| 9       | Venezuela                    | 1     | 1      | 1      | 3      |
| 10      | Australija                   | 1     | 1      | 1      | 3      |
| 11      | Švicarska                    | 0     | 2      | 1      | 3      |
| 12      | Srbija                       | 1     | 0      | 1      | 2      |
| 13      | Španjolska                   | 1     | 0      | 1      | 2      |
| 14      | Rumunjska                    | 0     | 1      | 0      | 1      |
| 15      | Italija                      | 0     | 0      | 1      | 1      |
| 16      | Slovenija                    | 0     | 0      | 1      | 1      |
| 17      | Švedska                      | 0     | 0      | 1      | 1      |

## II. Igre (Zadar, 2010.)
Druge Igre održane su od 18. do 23. srpnja 2010., a domaćin je ponovno bila Zadarska županija odnosno Zadarska nadbiskupija. Slogan igara bio je „Jedno srce”. Sudjelovalo je oko 750 mladih iz 24 zemlje. Nekoliko država koje su imale svoje predstavnike na prvim igrama 2006. nisu ih imale 2010., a Brazil, Crna Gora, Čile i Nizozemska sudjelovale su prvi put. Svečanom otvaranju Igara na Poljani pape Ivana Pavla II., prethodio je mimohod sudionika i podizanje zastave, kao i kulturno-umjetnički program u kojemu su, između ostalih, nastupili članovi KUD-a Domagoj Othman iz Kanade, kao i zadarska klapa „Kaleta“. Prije samoga otvorenja služena je sveta misa u Katedrali sv. Stošije, koju je predvodio gospićko-senjski biskup Mile Bogović, a na misi je pjevao zbor Hrvatske katoličke misije iz švicarskog Solothurna. Igre je otvorila Lynne Yelich, kanadska ministrica gospodarske raznolikosti hrvatskoga podrijetla skupa s hrvatskim ministrom MVPEI-a Gordanom Jandrokovićem. Natjecanja su se održavala u Zadru, Posedarju, i Ninu
Organizator plivačkoga dijela Hrvatskih svjetskih igara bila je PK Jadera.

### Rezultati
| plasman | ekipa / predstavljana država | zlato | srebro | bronca | ukupno |
| ------- | ---------------------------- | ----- | ------ | ------ | ------ |
| 1       | Hrvatska                     | 0     | 0      | 0      | 0      |
| 2       | SAD                          | 0     | 0      | 0      | 0      |
| 3       | BiH                          | 0     | 0      | 0      | 0      |
| 4       | HSK ekipa                    | 0     | 0      | 0      | 0      |
| 5       | Francuska                    | 0     | 0      | 0      | 0      |
| 6       | Ekvador                      | 0     | 0      | 0      | 0      |
| 7       | JAR                          | 0     | 0      | 0      | 0      |
| 8       | Kanada                       | 0     | 0      | 0      | 0      |
| 9       | Venezuela                    | 0     | 0      | 0      | 0      |
| 10      | Australija                   | 0     | 0      | 0      | 0      |
| 11      | Švicarska                    | 0     | 0      | 0      | 0      |
| 12      | Srbija                       | 0     | 0      | 0      | 0      |
| 13      | Španjolska                   | 0     | 0      | 0      | 0      |
| 14      | Rumunjska                    | 0     | 0      | 0      | 0      |
| 15      | Italija                      | 0     | 0      | 0      | 0      |
| 16      | Slovenija                    | 0     | 0      | 0      | 0      |
| 17      | Švedska                      | 0     | 0      | 0      | 0      |

#### Rugby
Igrači su se raspodijelili na sljedeće momčadi:
- Hrvatska 1 (RK Nada)
- Hrvatska 2 (RK Sinj)
- Bosna i Hercegovina
- Team HSI (hrvatski ragbijaši iz Australije, Argetine, i Francuske)

| Rezultati natjecanja             |      |
| Team HSI - Bosna i Hercegovina   | 5:12 |
| Hrvatska 1 - Hrvatska 2          | 31:0 |
| Hrvatska 2 - Team HSI            | 44:0 |
| Bosna i Hercegovina - Hrvatska 1 | 5:24 |
| Team HSI - Hrvatska 1            | 0:43 |
| Hrvatska 2 - Bosna i Hercegovina | 48:0 |

| Poredak nakon natjecanja |                     |
| 1.                       | Hrvatska 1          |
| 2.                       | Hrvatska 2          |
| 3.                       | Bosna i Hercegovina |
| 4.                       | Team HSI            |

Najbolji igrač: Ivan Rešetar
Najbolji strijelac: Ivan Vučković (55 poena)

## III. Igre (Zagreb, 2014.)
Treće izdanje Igara održano je od 21. do 26. srpnja 2014. u Zagrebu. Sudjelovalo je oko 750 natjecatelja iz 25 država, koji su se natjecali u 16 športova, uz oko dvije tisuće gostiju. Igre je otvorio predsjednik Hrvatskoga sabora Josip Leko. Pokrovitelji Igara bili su predsjednik RH, Hrvatski sabor, Državni ured za Hrvate izvan domovine, Hrvatska matica iseljenika, Grad Zagreb i ine ustanove. Igre su održane pod krilaticom „Jedno je srce”. Osim športskih, održani su i kulturni i društveni događaji, poput susreta pjesnika izvandomovinske lirike.

### Odbojka
Prvo kolo ženske odbojke igrano je 22., a drugo i treće 23. srpnja.
| djevojčad               | pobjede | porazi | dobiveni setovi | izgubljeni setovi | osvojeni poeni | izgubljeni poeni | bodovi |
| ----------------------- | ------- | ------ | --------------- | ----------------- | -------------- | ---------------- | ------ |
| Hrvatska                | 3       | 0      | 6               | 1                 | 163            | 93               | 8      |
| Zagrebačka nadbiskupija | 2       | 1      | 4               | 3                 | 138            | 148              | 5      |
| Austrija                | 1       | 2      | 4               | 4                 | 149            | 135              | 5      |
| Argentina               | 0       | 3      | 0               | 6                 | 76             | 150              | 0      |

## IV. Igre (Zagreb, 2017.)
Otvorene su 18. srpnja 2017. na Trgu bana Josipa Jelačića u Zagrebu. Okupile su 900 natjecatelja iz cijeloga svijeta te 150 natjecatelja iz Republike Hrvatske. Natjecatelji su došli iz Angole, Argentine, Australije, Austrije, Bosne i Hercegovine, Bolivije, Brazila, Crne Gore, Čilea, Danske, Ekvadora, Francuske, Hrvatske, Italije, Irske, Kanade, Makedonije, Nizozemske, Njemačke, Paragvaja, Perua, Rumunjske, SAD a, Slovačke, Slovenije, Srbije, Švicarske, Švedske, Tanzanije, Velike Britanije i Venezuele. Posebne su i po velikom odazivu volontera – studentskih i udruga mladih iz Republike Hrvatske. Moto je „Jedno je srce, jedna je Hrvatska“. Neslužbeno ime projekta je „Crolimpijada – Olimpijske igre s hrvatskim predznakom“. Igre je otvorio predsjednik Vlade Republike Hrvatske Andrej Plenković.
Održana su natjecanja u atletici, nogometu (M i Ž), malomu nogometu, tenisu, odbojci, košarci, plivanju, judu, badmintonu, bućanju, taekwondou, rukometu, karateu, golfu, stolnomu tenisu i odbojci na pijesku. Natjecanja su se održavala na Cross stazi na Bundeku, igralištu NK Sava na Gredicama, igralištu Studentskoga doma »Stjepan Radić« HASTK Mladost, Sportskom parku Mladost, Domu odbojke »B. Stranić«, Dvorani KIF-a br. 5 za judo i velikoj dvorani, PVC Mladost, Boćalištu Španskom, SD Sutinskim vrelima, Golf terenu Blatu te Centru odbojke na pijesku na Jarunu (dio ŠRC Jarun).

## V. Igre (Zagreb, 2023.)
Prijave za peto izdanje Igara zaključene su 1. travnja 2023. Glavni pokrovitelji Igara bili su Vlada Republike Hrvatske (Ministarstvo turizma i sporta) i Središnji državni ured za Hrvate izvan Republike Hrvatske, a partneri Grad Zagreb, Hrvatska matica iseljenika, Hrvatska gospodarska komora, Hrvatski olimpijski odbor i Hrvatska radiotelevizija. U listopadu 2022. objavljena je i službena pjesma Igara, „Jedno srce, jedna Hrvatska”, u izvedbi Drage Šajfera iz Melbournea.
Svečanom otvorenju prisustvovali su ministar vanjskih poslova Gordan Grlić Radman, saborska zastupnica Zdravka Bušić, državni tajnik Središnjeg državnog ureda za Hrvate izvan RH Zvonko Milas, ravnatelj Hrvatske matice iseljenika Mijo Marić, župan Osječko-baranjske županije Ivan Anušić, pročelnik Ureda za obrazovanje, sport i mlade Grada Zagreba Luka Juroš i ini. Na otvorenju su nastupili Zaprešić Boysi, KUD Preporod iz Dugog Sela, Folklorni ansambl Ivan Goran Kovačić iz Zagreba i Klapa Stine. Otvorenju je prethodila sveta misa u crkvi sv. Mati Slobode na Jarunu koju je za sve sudionike Hrvatskih svjetskih igara predslavio kardinal Vinko Puljić.

### Osvajači odličja
| šport i disciplina                    | zlato                                        | srebro                                   | bronca                                                         | napomene                                                                          |
| ------------------------------------- | -------------------------------------------- | ---------------------------------------- | -------------------------------------------------------------- | --------------------------------------------------------------------------------- |
| kros (seniorke)                       | Marisa Cortright 13:12                       | Maria Markovec 15:41                     | Krista More Vlahovic Galetovac 17:07                           | 25 natjecateljica, 22 završile utrku                                              |
| kros (veteranke)                      | Maria-Snezana Ghera 23:00                    | Ana Andrić 26:08                         | Kata Raštigorac 26:35                                          | 18 natjecateljica, 15 završilo utrku                                              |
| kros (veterani)                       | Berislav Paponja 14:42                       | Marian Beul 16:50                        | Mario Petrović 17:54                                           | 23 natjecatelja                                                                   |
| kros (seniori)                        | Brandon Lemoine 13:29                        | Dusan Zlatko Vlahovic Galetovic 14:18    | Enzo Varnica 14:36                                             | 23 natjecatelja                                                                   |
| judo (I)                              | Srđan Ajvaz                                  | Luca Živković                            | Jules Živković                                                 |                                                                                   |
| judo (II)                             | Karlo Marić                                  | Vlado Glavaš                             | Ivano Doko                                                     |                                                                                   |
| judo (III)                            | Karlo Kljajo                                 | Josip Ćavaz                              | Karlo Knezović                                                 | Antonio Aničić (4. mjesto)                                                        |
| judo (IV)                             | Antonio Češko                                | Jelena Češko                             | Karo Kenzović                                                  |                                                                                   |
| picklball (Ž)                         | Nada Pritišanac Matulich Jadranka Stević     | Vesna Mardešić Blaženka Sokolović        | Josipa Župan                                                   |                                                                                   |
| picklball (M)                         | Nikola Begić                                 | Domagoj Zeleničić Mario Katarinčić       | Domagoj Dokuzović                                              |                                                                                   |
| picklball (mješoviti parovi)          | Josipa Župan Nikola Begić                    | Blaženka Sokolović Domagoj Zelenčić      | Jadranka Stević Mario Katarinčić                               |                                                                                   |
| košarka                               | Njemačka                                     | Francuska                                | Kanada                                                         | Makedonija (4. mjesto)                                                            |
| odbojka                               | BiH                                          | Kanada Peru                              | Austrija Francuska                                             |                                                                                   |
| odbojka na pijesku (mješoviti parovi) | Tomislav Lozić Leonardo Lozić                | Ivan Šegović Franjo Gucić                | Manuela Vidović Kristijan Paponja                              |                                                                                   |
| odbojka na pijesku (Ž)                | Alanis Regalado Valenza Ana Marija Topalović | Marta Voda Sara Kleppen Haukaas          | Maeva Alicia Regalado Rabasa Katherine Susana Regalado Cornejo |                                                                                   |
| boćanje (Ž)                           | Anđelka Ladan Ana Marušić Tonka Frodlung     | Arijana Bošnjak Ana Boure Natali Perišić | Danica Markovac Andrea Markovac Marija Markovac                | Karla Pandža Monika Marić (4. mjesto)                                             |
| boćanje (M)                           | Anton Petković Dejan Petković Ilko Petković  | Jozo Radoš Šime Kolčeg Nikola Vrselja    | Mile Čudina Boris Špralja                                      | Franjo Cindrić Phillipe Cindrić Ivan Cindrić (4. mjesto)                          |
| tenis (M, parovi)                     | Boris Brezac Igor Brezac                     | Gabriel Remić David Udovičić             | Damir Mihalić Valentino Širola                                 | pobjednici utješnog turnira: Mariano Borhi Ivan Puhes                             |
| tenis (Ž, parovi)                     | Željka Lemaster Marta Elena Nicitich         | Vesna Mardesic Nada Pritisanac Matulich  |                                                                |                                                                                   |
| tenis (mješoviti parovi)              | Nada Pritisanac Matulich Igor Brezac         | Vesna Mardesic Zeljko Sumera             | Marta Elena Nicitich Mariano Borhi                             | pobjednici utješnog turnira: Stephaine Jurinovic Damir Mihalić                    |
| tenis (Ž, singl)                      | Priscilla M. Stojanovska                     | Rahela Udiljak                           | Stephanie Jurinovic                                            |                                                                                   |
| tenis (M, singl)                      | Valentino Širola                             | Gabriel Remić                            | Mariano Borhi                                                  | Mariano Jakupčić (pobjednik utješnog turnira)                                     |
| 50 m slobodno (M)                     | Mateo Vidaković                              | Leonardno Javier Jaku                    | Luka Varnica                                                   |                                                                                   |
| 50 m slobodno (Ž)                     | Anđela Crepulja                              | Danijela Vičević                         | Vedrana Vičević                                                |                                                                                   |
| 50 m prsno (M)                        | Mateo Vidaković                              | Leonardno Javier Jaku                    | Oscar Arzamend                                                 |                                                                                   |
| 50 m prsno (Ž)                        | Anđela Crepulja                              | Vedrana Vičević                          | Paulina Galovicova                                             |                                                                                   |
| 50 m leđno (M)                        | Mateo Vidaković                              | Mario Muselin                            | Leonardno Javier Jaku                                          |                                                                                   |
| 50 m leđno (Ž)                        | Anđela Crepulja                              | Danijela Vičević                         | Vedrana Vičević                                                |                                                                                   |
| mali nogomet (mješovito)              | Rumunjska                                    | Francuska                                |                                                                |                                                                                   |
| mali nogomet                          | Srbija                                       | Slovenija                                | Crna Gora                                                      | Njemačka (4.) Rumunjska (5.) Austrija (6.) Norveška (7.) Australia Kangaroos (8.) |
| nogomet                               | Rumunjska                                    | Argentina Čačić                          | Kanada Red                                                     | Kanada White (4.) Austria + (5.) Argentina + (6.) BiH (7.) Njemačka (8.)          |
| taekwondo (68 kg)                     | Tin Perić                                    |                                          |                                                                |                                                                                   |
| taekwondo (80 kg)                     | Franjo Gucić                                 | Tin Perić                                |                                                                |                                                                                   |
| taekwondo (57 kg)                     | Dora Krušlin                                 | Monika Marić                             |                                                                |                                                                                   |
| taekwondo (67 kg)                     | Filipa Bašić                                 | Magdalena Kvesić                         | Antea Kraljević                                                | Karla Pandža (4. mjesto)                                                          |
| taekwondo (SA-1)                      | Marijan Bašić                                |                                          |                                                                |                                                                                   |
| taekwondo (SA-2)                      | Matej Bešlić                                 |                                          |                                                                |                                                                                   |
| taekwondo (SB-1)                      | Magdalena Kvesić                             | Rafaela Čutura                           | Nika Vukoja                                                    |                                                                                   |
| taekwondo (SB-2)                      | Lucija Bašić                                 | Martina Grubišić                         | Sara Grubišić                                                  | Monika Marić (4. mjesto)                                                          |
| golf (M)                              | Rick Barić                                   | Anton Markovac                           | John Bubanovich                                                |                                                                                   |
| golf (Ž)                              | Maria Victoria Francetić                     | Amanda Barić                             |                                                                |                                                                                   |
| stolni tenis (Ž)                      | Anemary Izabel Todor                         | Alžbeta Stremarski                       | Simona Ozgany Locia Koritsanska                                |                                                                                   |
| stolni tenis (M, do 40 g.)            | Petr Blaj                                    | Santiago Emiliano Guzman                 | Branko Sersen Mihai Modrag Filca                               |                                                                                   |
| stolni tenis (M, iznad 40 g.)         | Janko Jurić                                  | Dubravko Ćosić                           | Branimir Poljac Branislav Molnar                               |                                                                                   |
| stolni tenis (parovi)                 | Janko Jurić Blaj Petru                       | Milan Turinić Miroslav Molnar            | Branimir Poljac Zdravko Krajač                                 |                                                                                   |

Kanada se natjecala s više od 150 športaša iz pokrajina Vancouver i Ontario, koji su osvojili devet odličja.
SAD je osvojio 25 odličja u dvama športovima: 9 u tenisu i 16 u picklballu.

## Sportovi
Na V. izdanju igara (2023.) održavaju se natjecanja u sljedećim sportovima:
| atletika boćanje tenis karate košarka odbojka (dvoranska) stolni tenis golf | rukomet odbojka na pijesku badminton nogomet (i veteranski nogomet) vaterpolo plivanje | ragbi judo taekwondo mali nogomet |

Na trećemu izdanju 2014. uvedeni su atletika, judo, karate i taekwondo.
Prema istraživanju iz 2019. godine, najveći udio ispitanika trenirao je odbojku, nogomet, futsal, karate i karate, a 60 % njih trenirao je neki šport barem deset godina. Oko 20 % ispitanika nastupalo je na igrama dva ili više puta. Najveći broj sudionika dolazio je iz europskih država (BiH, Njemačke, Austrije, Švicarske, Rumunjske, Crne Gore), a potom iz Kanade i Australije.

## Zemlje sudionika
Na do sada održanim igrama sudjelovali su natjecatelji iz ukupno 29 zemalja. Razvrstano po kontinentima to su sljedeće države sudionika:

| Južnoafrička Republika | Austrija Belgija Bosna i Hercegovina Crna Gora Danska Francuska Hrvatska Italija Mađarska Makedonija Nizozemska Njemačka Rumunjska Slovačka Slovenija Srbija ( Vojvodina) Španjolska Švedska Švicarska | Argentina Brazil Čile Ekvador Peru Venezuela | Australija | Kanada SAD |

## Organizacija, promocija i pokroviteljstvo
Organizacija prvih igara imala je djelomičnu državnu potporu, dok je za igre 2010. godine ona u potpunosti izostala. Zbog nedostatka financija projekt se suočio s nemogućnošću ugošćivanja nekih natjecatelja iz dalekih zemalja. Za igre 2014. potporu je pružio Državni ured za Hrvate izvan Republike Hrvatske. Organizatori redovito promiču veleposlanike igara (2010. bilo ih je pedeset) koji volonterski pomažu u predstavljanju projekta kako u Hrvatskoj tako i među hrvatskim iseljenicima. Veleposlanici su mahom poznate osobe iz Hrvatske i/ili državama u kojima žive, a među njima ima sportaša, umjetnika, znanstvenika i političara. Na otvaranjima redovito prisustvuje velik broj uglednika hrvatskih korijena iz kulturnoga, sportskoga i političkoga života, iz Hrvatske i svijeta. Prvi ravnatelj igara bio je Jure Strika.
Za igre 2014. u Zagrebu partneri i medijski pokrovitelji bili su Predsjednik RH, Hrvatski sabor, Državni ured za Hrvate izvan RH, Grad Zagreb, Hrvatska matica iseljenika, Turistička zajednica grada Zagreba, Hrvatski olimpijski odbor, Hrvatski nogometni savez, Hrvatski atletski savez, Hrvatski akademski sportski savez, Hrvatski boćarski savez, Hrvatski judo savez, Hrvatski košarkaški savez, Hrvatska odbojkaška udruga, Hrvatski plivački savez, Hrvatska obrtnička komora, Zagrebačka nadbiskupija, Institut društvenih znanosti Ivo Pilar, Institut za migracije i narodnosti, Matica hrvatska, Studentski centar u Zagrebu, Zagrebačka županija, Karlovačka županija, Zadarska županija, Udruga gradova u Republici Hrvatskoj, Zagrebačka škola ekonomije i managementa, Udruga Zavjet.
Medijski pokrovitelji bili su Večernji list, 24 sata, Media servis, Narodni radio, Antena Zagreb, Poslovni dnevnik, Totalni FM, Matica, crodnevnik.de, CroExpress, Special Broadcasting Service.

## Značaj
Putem igara, Hrvati koji dolaze iz dalekih krajeva dobivaju priliku upoznavanja s Hrvatskom, hrvatskom kulturom i poviješću. S druge strane RH ostvaruje veliki strateški cilj očuvanja i njegovanja hrvatskoga identiteta i kulturnoga zajedništa s iseljeništvom. Uz to, igre donose gospodarsko-turističku dobrobit domaćinskoj mjesnoj zajednici. I do 3.500 ljudi, koliko ih se okupi na igrama, značajan je turistički potencijal.

## Vanjske poveznice
- Službene stranice igara
- Često postavljana pitanja (FAQ) (engl.) (njem.) (šp.) (fr.)
- Otvaranje II. Hrvatskih svjetskih igara 2010.1, 2, 3,4,5
- Slike i videozapisi igara 2023.